# Dendrobium hymenanthum
Dendrobium hymenanthum är en orkidéart som beskrevs av Heinrich Gustav Reichenbach. Dendrobium hymenanthum ingår i släktet Dendrobium, och familjen orkidéer. Inga underarter finns listade i Catalogue of Life.